# Fußball-Verbandsliga Niedersachsen 1985/86
Die Verbandsliga Niedersachsen 1985/86 war die 37. Spielzeit der höchsten Amateurklasse im Niedersächsischen Fußballverband. Sie war eine Ebene unterhalb der drittklassigen Oberliga Nord angesiedelt und wurde in einer Staffel ausgetragen. Sieger wurde zum dritten Mal Atlas Delmenhorst.

## Vereine
Im Vergleich zur Saison 1984/85 war TuS Hessisch Oldendorf nach drei Jahren wieder aus der Oberliga Nord abgestiegen, während die Amateurmannschaft von Eintracht Braunschweig sowie der Wolfenbütteler SV aufgestiegen waren. Die vier Absteiger VfL Seesen, TuS Celle, SV Union Salzgitter sowie die Amateurmannschaft von Hannover 96 hatten die Verbandsliga verlassen und wurden durch die drei Aufsteiger SV/MTV Winsen/Luhe (Wiederaufstieg nach drei Spielzeiten), ASC Nienburg (Rückkehr nach 30 Jahren) und TSV Verden (Rückkehr nach 31 Jahren) ersetzt.
| Verein                 | Stadt              | Landkreis           | Qualifikation                      |
| ---------------------- | ------------------ | ------------------- | ---------------------------------- |
| TuS Hessisch Oldendorf | Hessisch Oldendorf | Hameln-Pyrmont      | Absteiger aus der Oberliga Nord    |
| VfL Herzlake           | Herzlake           | Emsland             | Meister 1984/85                    |
| SV Atlas Delmenhorst   | Delmenhorst        |                     | 4. Platz 1984/85                   |
| Blau-Weiß Lohne        | Lohne (Oldenburg)  | Vechta              | 5. Platz 1984/85                   |
| Friesen Hänigsen       | Uetze              | Hannover            | 6. Platz 1984/85                   |
| TuS Lingen             | Lingen (Ems)       | Emsland             | 7. Platz 1984/85                   |
| VfR Osterode 08        | Osterode am Harz   | Osterode am Harz    | 8. Platz 1984/85                   |
| SVG Göttingen 07       | Göttingen          | Göttingen           | 9. Platz 1984/85                   |
| Eintracht Nordhorn     | Nordhorn           | Grafschaft Bentheim | 10. Platz 1984/85                  |
| SVG Einbeck            | Einbeck            | Northeim            | 11. Platz 1984/85                  |
| TSV Helmstedt          | Helmstedt          | Helmstedt           | 12. Platz 1984/85                  |
| SC Uelzen 09           | Uelzen             | Uelzen              | 13. Platz 1984/85                  |
| Kickers Emden          | Emden              |                     | 14. Platz 1984/85                  |
| TSV Verden             | Verden (Aller)     | Verden              | Aufsteiger aus der Landesliga Ost  |
| SV/MTV Winsen/Luhe     | Winsen (Luhe)      | Harburg             | Aufsteiger aus der Landesliga Ost  |
| ASC Nienburg           | Nienburg/Weser     | Nienburg/Weser      | Aufsteiger aus der Landesliga West |

## Saisonverlauf
Die Meisterschaft und Teilnahme an der Aufstiegsrunde zur Oberliga Nord sicherte sich Atlas Delmenhorst. Als Zweit- und Drittplatzierter durften die SVG Göttingen 07 und der VfR Osterode 08 ebenfalls teilnehmen. Delmenhorst und Göttingen konnten sich durchsetzen und stiegen somit auf. Die Mannschaften auf den beiden letzten Plätzen mussten absteigen. Der TSV Helmstedt verließ die Liga nach zwölf Jahren, Kickers Emden nach drei Spielzeiten.

### Tabelle
| Pl.               | Verein                     | Sp. | S  | U  | N  | Tore    | Diff. | Punkte |
| ----------------- | -------------------------- | --- | -- | -- | -- | ------- | ----- | ------ |
| 1.                | SV Atlas Delmenhorst       | 30  | 18 | 6  | 6  | 070:430 | +27   | 42:18  |
| 2.                | SVG Göttingen 07           | 30  | 18 | 4  | 8  | 073:330 | +40   | 40:20  |
| 3.                | VfR Osterode 08            | 30  | 17 | 6  | 7  | 065:340 | +31   | 40:20  |
| 4.                | VfL Herzlake (M)           | 30  | 15 | 9  | 6  | 070:400 | +30   | 39:21  |
| 5.                | Eintracht Nordhorn         | 30  | 18 | 3  | 9  | 061:560 | +5    | 39:21  |
| 6.                | Blau-Weiß Lohne            | 30  | 12 | 10 | 8  | 055:400 | +15   | 34:26  |
| 7.                | SV/MTV Winsen/Luhe (N)     | 30  | 13 | 5  | 12 | 052:590 | −7    | 31:29  |
| 8.                | TuS Hessisch Oldendorf (A) | 30  | 11 | 8  | 11 | 050:480 | +2    | 30:30  |
| 9.                | Friesen Hänigsen           | 30  | 12 | 6  | 12 | 054:560 | −2    | 30:30  |
| 10.               | TuS Lingen                 | 30  | 9  | 11 | 10 | 052:450 | +7    | 29:31  |
| 11.               | ASC Nienburg (N)           | 30  | 9  | 9  | 12 | 054:630 | −9    | 27:33  |
| 12.               | SVG Einbeck                | 30  | 8  | 10 | 12 | 056:560 | ±0    | 26:34  |
| 13.               | TSV Verden (N)             | 30  | 8  | 10 | 12 | 037:500 | −13   | 26:34  |
| 14.               | SC Uelzen 09               | 30  | 7  | 6  | 17 | 037:640 | −27   | 20:40  |
| 15.               | TSV Helmstedt              | 30  | 4  | 6  | 20 | 035:790 | −44   | 14:46  |
| 16.               | Kickers Emden              | 30  | 2  | 9  | 19 | 034:890 | −55   | 13:47  |
| Stand: Saisonende |                            |     |    |    |    |         |       |        |

| (M) | Staffelsieger der Verbandsliga Niedersachsen 1984/85 |
| (A) | Absteiger aus der Oberliga Nord 1984/85              |
| (N) | Aufsteiger aus der Landesliga Niedersachsen 1984/85  |